# Zuni Pueblo
Zuni Pueblo (zuni Shiwinna) és una concentració de població designada pel cens dels Estats Units a l'estat de Nou Mèxic. Segons el cens del 2000 tenia 6.367 habitants.

## Demografia
Segons el cens del 2000, Zuni Pueblo tenia 6.367 habitants, 1.488 habitatges, i 1.334 famílies. La densitat de població era de 278,1 habitants per km².
Dels 1.488 habitatges en un 42,1% hi vivien nens de menys de 18 anys, en un 51,1% hi vivien parelles casades, en un 31,7% dones solteres, i en un 10,3% no eren unitats familiars. En el 9% dels habitatges hi vivien persones soles l'1,5% de les quals corresponia a persones de 65 anys o més que vivien soles. El nombre mitjà de persones vivint en cada habitatge era de 4,26 i el nombre mitjà de persones que vivien en cada família era de 4,54.
Per edats la població es repartia de la següent manera: un 34,7% tenia menys de 18 anys, un 9,8% entre 18 i 24, un 32,3% entre 25 i 44, un 16,8% de 45 a 60 i un 6,3% 65 anys o més.
L'edat mediana era de 29 anys. Per cada 100 dones de 18 o més anys hi havia 89,2 homes.
La renda mediana per habitatge era de 22.559 $ i la renda mediana per família de 22.067 $. Els homes tenien una renda mediana de 18.345 $ mentre que les dones 18.635 $. La renda per capita de la població era de 6.908 $. Aproximadament el 40% de les famílies i el 43% de la població estaven per davall del llindar de pobresa.

## Poblacions properes
El següent diagrama mostra les poblacions més properes.